# Lotus Sametime
Lotus Sametime – system (serwer oraz klient) do komunikacji on-line (czat lub komunikator internetowy), głosowej (VoIP) oraz video. Możliwość integracji z innymi aplikacjami. Klientem dla Sametime jest Sametime Connect lub Lotus Notes.
Oprogramowanie daje możliwość komunikacji z innymi użytkownikami w naszej sieci, możliwa jest rozmowa tekstowa w czasie rzeczywistym. Od wersji 7.5 możliwe jest także przekazywanie głosu lub utworzenie video-konferencji z innymi użytkownikami. Sametime informuje użytkowników, kiedy inni współpracownicy znajdują się aktualnie on-line w sieci i umożliwia w ten sposób bezpośrednią rozmowę z nimi. Podstawowe zastosowania Sametime to: spotkania grupowe, wspólna komunikacja oraz realizacja wspólnych projektów zespołowych wewnątrz przedsiębiorstwa.
W wersji zintegrowanej z Lotus Notes program jest znany jako Lotus Instant Messaging.